# Flik 53
La Fliegerkompanie 53 o Divisions-Kompanie 53 (abbreviata in Flik 53D) era una delle squadriglie della Kaiserliche und Königliche Luftfahrtruppen.

## Storia

### Prima guerra mondiale
La squadriglia fu creata a Strasshof an der Nordbahn in Austria. La sua formazione non fu completata fino a dopo la riforma dell'aviazione introdotta il 25 luglio 1917 e fin dall'inizio fu assegnata come Divisions-Kompanie. Il 16 agosto fu inviata sul fronte italiano all'Aeroporto di Aviano. In ottobre, partecipò alla svolta della Battaglia di Caporetto nella 14ª Armata tedesca. Il 15 giugno 1918 passa alla Sesta Armata e partì per San Pietro in Campo (Aeroporto di Belluno) per la Battaglia del solstizio. Nell'autunno del 1918 viene riorganizzata Schutzflieger- und Schlachtflieger-Kompanie 53, Flik 52S ed al 15 ottobre era a San Pietro in Campo con 2 Hansa-Brandenburg C.I ed 1 Ufag C.I. La sua ultima base è stata a Santa Giustina (Italia).
Dopo la guerra, fu sciolta insieme all'intera aeronautica austriaca.